# Huta żelaza w Völklingen
Huta żelaza w Völklingen (niem. Völklinger Hütte) – huta żelaza w Völklingen w Zagłębiu Saary w zachodnich Niemczech, unikatowe świadectwo historii techniki z przełomu XIX i XX w. Najnowocześniejszy zakład hutniczy swego czasu był przez ponad 100 lat największym kompleksem przemysłowym przeróbki stali w Niemczech.
Huta tworzy ogromny park tematyczny – na terenie ok. 6 ha znajdują się oryginalne instalacje i urządzenia niezbędne do wyrobu surówki hutniczej, od przerobu surowców i wielkopiecowej produkcji stali, po wyposażenie potrzebne do oczyszczania gazów wielkopiecowych. Fabryka jest opisywana jako „ikona kultury przemysłowej” albo „katedra ery przemysłowej”.
W 1994 r. huta została wpisana na listę dziedzictwa kulturowego UNESCO. Przedsiębiorstwo w Völklingen to ważny ośrodek kultury przemysłowej w Europie i punkt startowy Europejskiego Szlaku Dziedzictwa Przemysłowego (ang. European Route of Industrial Heritage (ERIH)).

## Historia

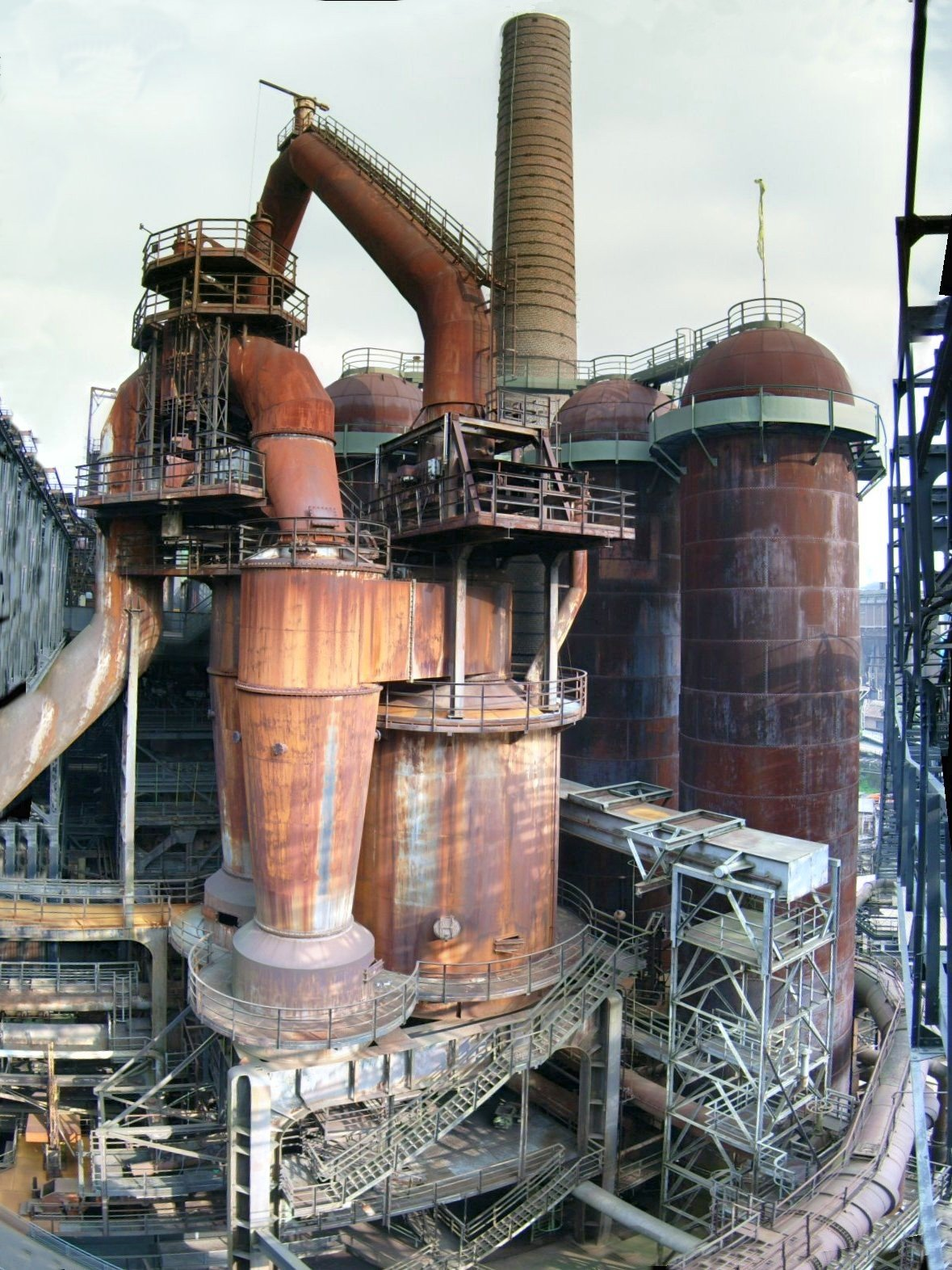
Wielki piec

W 1873 r. koloński inżynier hutnictwa Julius Bach założył w Völklingen zakład przerabiający luksemburską rudę żelaza i produkujący dźwigary żelazne oraz podkłady kolejowe. Wysokie cła na stal zmusiły Bacha do zamknięcia firmy. Zakład zakończył produkcję w 1879 r., po czym dwa lata później został kupiony przez Karla Röchlinga.
Rozwojowi firmy Röchlinga sprzyjała rozbudowana infrastruktura kolejowa (nowa linia Saarbrücken – Trewir). Ponadto Röchling nabył patent do stosowania rewolucyjnej technologii produkcji stali z rud o dużej zawartości fosforu (tzw. metody Sidneya Thomasa). Pozwoliło to przerabiać rudy o niskiej zawartości żelaza (30%) z Lotaryngii – regionu bezpośrednio sąsiadującego z Saarą.
Pierwszy wielki piec powstał w latach 1882–1883, a kolejne cztery w 1885 i 1893. Aby otrzymać wysokie temperatury niezbędne do produkcji stali, oprócz węgla potrzebny był koks, dlatego w 1896 wybudowano na tym miejscu koksownię.
Röchling’schen Eisen- und Stahlwerke w Völklingen była pierwszą hutą na świecie używającą gazów wielkopiecowych na skalę przemysłową. Z końcem XIX w. stała się najbardziej wydajnym zakładem w Europie i największym producentem dźwigarów stalowych w Niemczech.
Szósty wielki piec zbudowano w 1903, a w 1911 dodano nowy taśmowy system zaopatrzenia pieca w koks i rudę żelaza (wyciąg załadowczy). Był to największy taki system w owym czasie. Völklingen był pierwszym zakładem na świecie (1911), w którym zastosowano technologię oczyszczania gazów wielkopiecowych na sucho na skalę przemysłową. Ostatnią dużą inwestycją Völklingen była budowa działu spiekania (1928–1930). Dzięki temu można było powtórnie wykorzystywać odpady, m.in. drobnoziarnisty pył z gazu wielkopiecowego. Ten pionierski zakład był modelem dla innych inwestycji na całym świecie.
W czasie II wojny światowej w kopalniach, hutach i zakładach metalurgicznych Zagłębia Saary pracowali robotnicy przymusowi i więźniowie. Lżejsze prace wykonywały kobiety, którym do tej pory nie wolno było pracować w tego typu zakładach. W hucie Völklingen, w trudnych warunkach, pracowało przymusowo około 6 tysięcy mężczyzn i kobiet z ZSRR, Polski, Jugosławii, Francji, Belgii i Luksemburga. Robotnicy byli więzieni w obozie w Etzehofen. W 1949 roku właściciel zakładu Hermann Röchling został skazany na 10 lat więzienia za zbrodnie wojenne dokonane na terenie zakładu, jednak z więzienia został zwolniony w 1951 r.
W 1952 huta osiągnęła poziom produkcji sprzed wojny, głównie dzięki zwiększonemu popytowi na stal. W 1956 po przyłączeniu Saary z powrotem do Niemiec, huta została zwrócona właścicielom, rodzinie Röchling. W 1965 zakłady zatrudniały 17 tys. pracowników.
Światowy kryzys stalowy (1975) dotknął również hutę w Völklingen. Przedsiębiorstwo rodziny Röchling połączyło się z zakładem luksemburskiego koncernu stalowego Arbed w Burbach, dając początek spółce Stahlwerke Röchling-Burbach GmbH. W 1982 do spółki przyłączono zakłady metalurgiczne w Neunkirchen. Tak powstała Saarstahl GmbH, a rodzina Röchling wycofała się z prowadzenia spółki.
W 1986 r. wygaszono wielkie piece huty w Völklingen. Inicjatywa obywatelska nie dopuściła do wyburzenia zakładów – hutę uznano za pomnik przemysłowy, ponieważ już w 1984 pewne działy produkcyjne huty (np. dział wielkopiecowy) zostały wpisane na listę dziedzictwa kulturowego UNESCO.
Na terenie huty organizowane są rozmaite imprezy kulturalne, od kameralnych wystaw sztuki po koncerty rockowe.
Od 2004 r. można zwiedzać Ferrodrom, pierwsze centrum nauki w regionie Saar-Lor-Lux, a zarazem multimedialny park tematyczny o produkcji żelaza i stali.

## Galeria

Huta żelaza w Völklingen – Völklinger Hütte
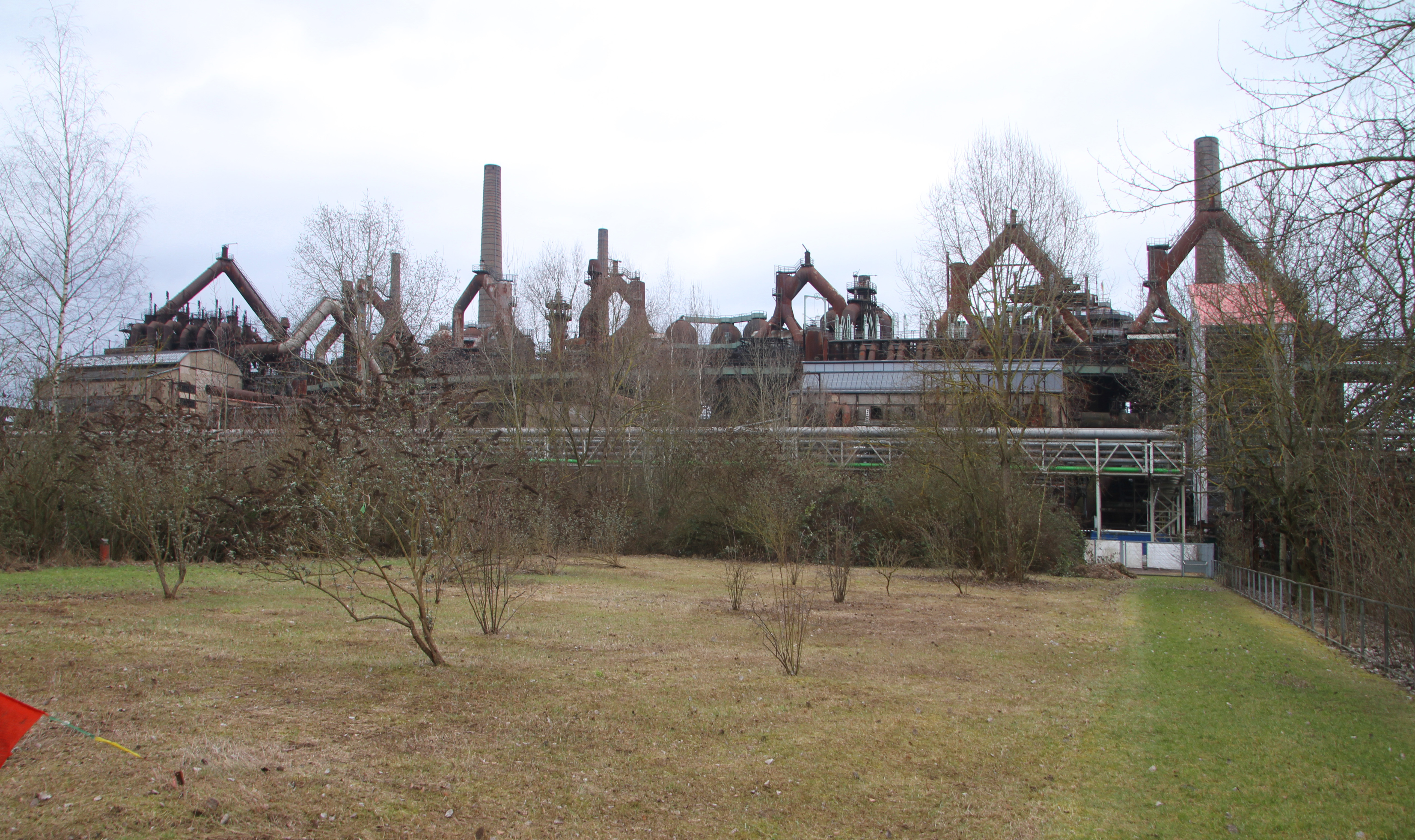
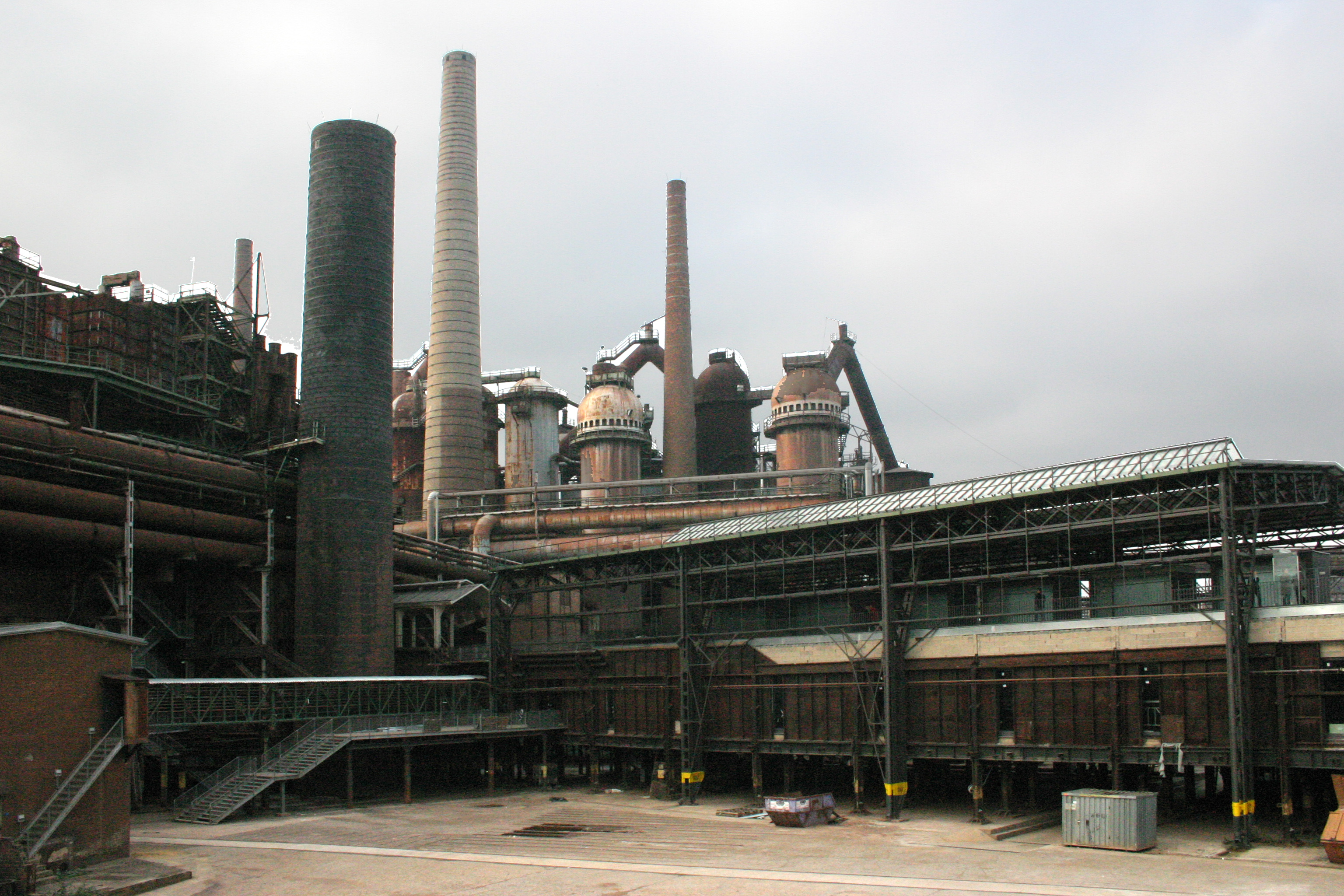
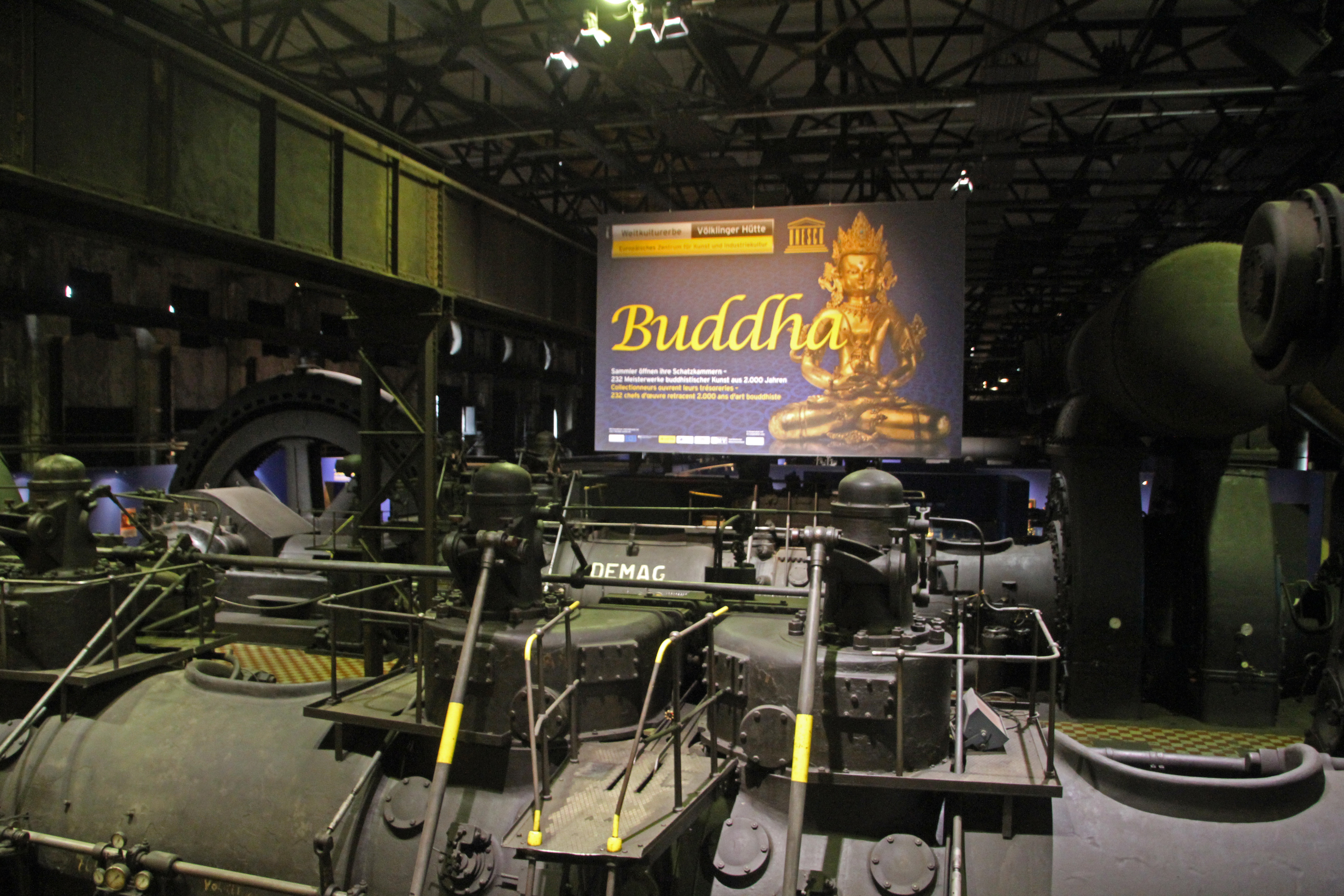
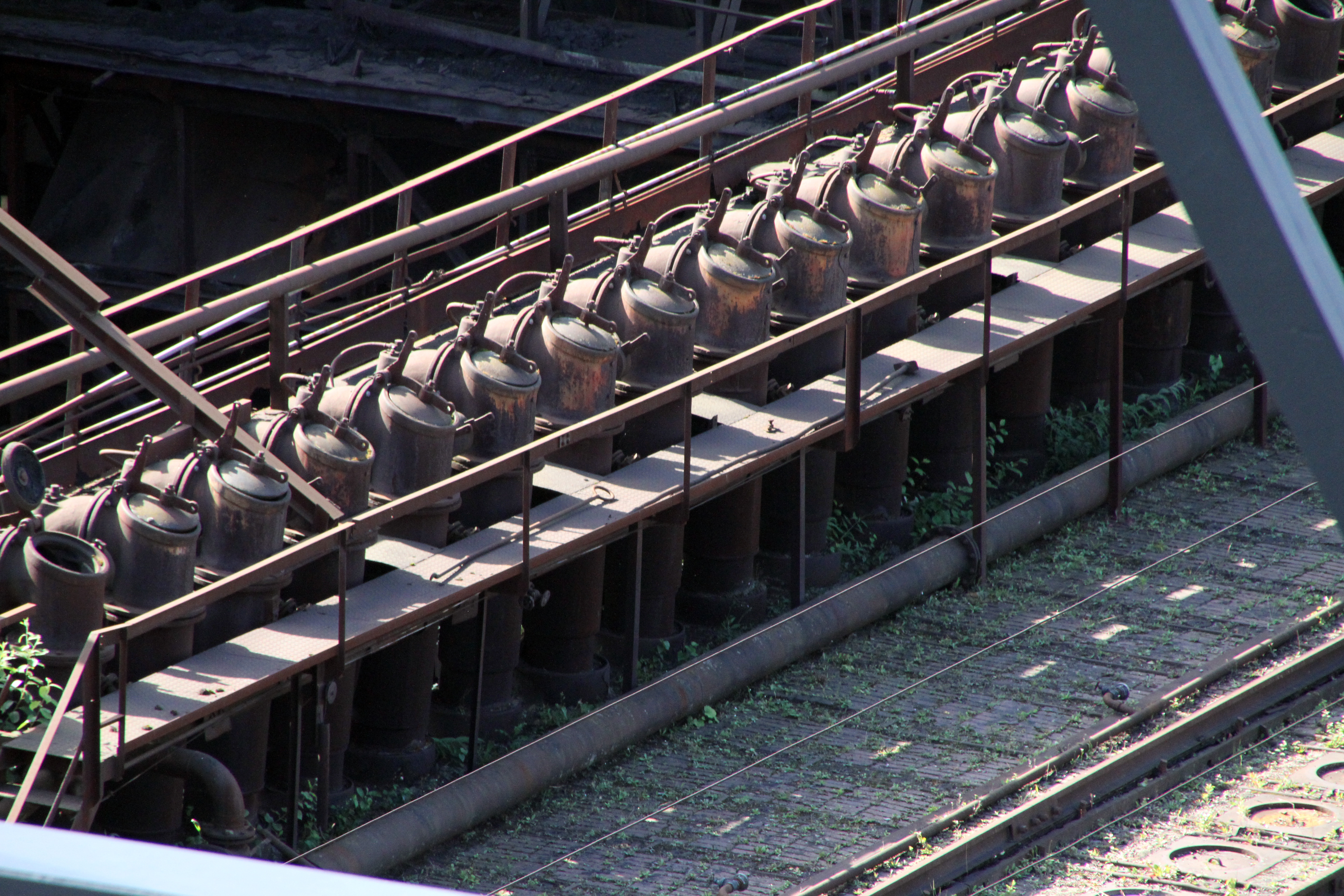
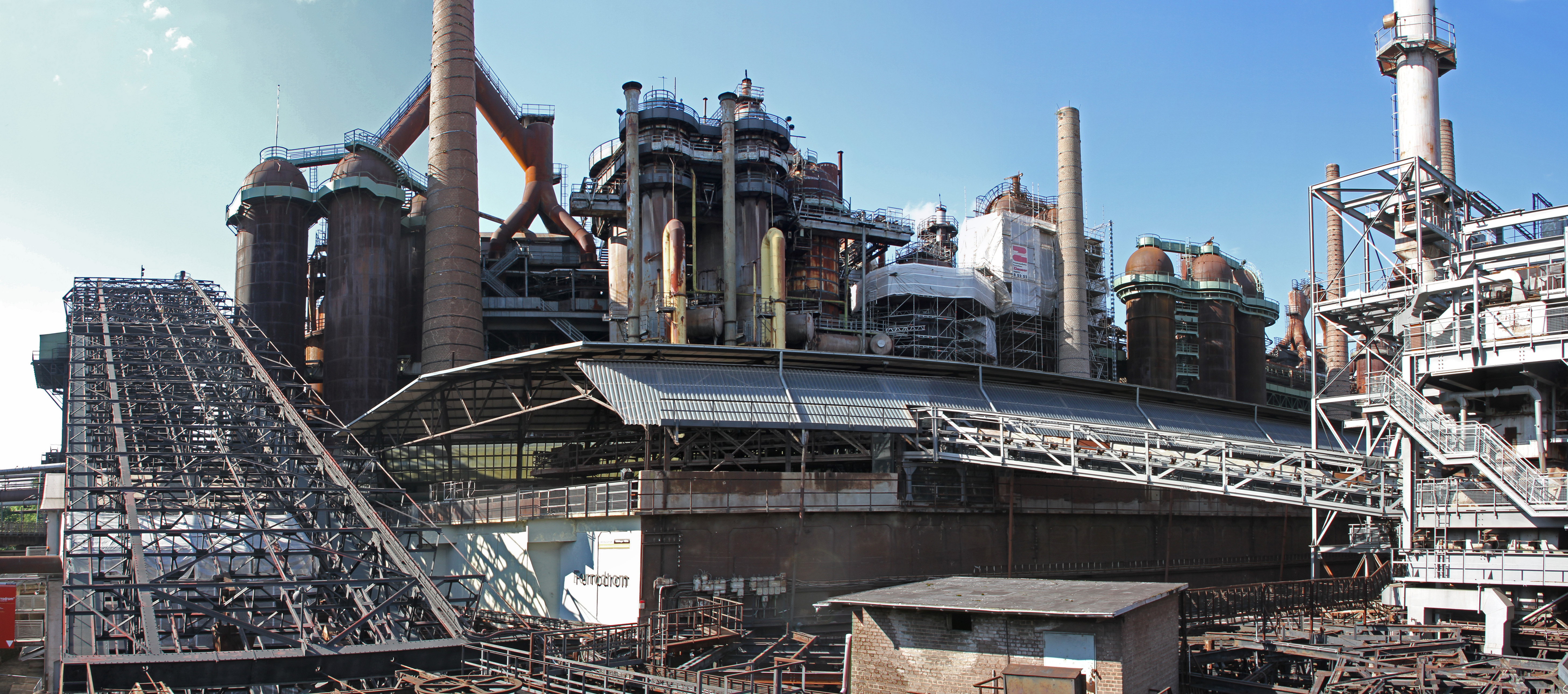
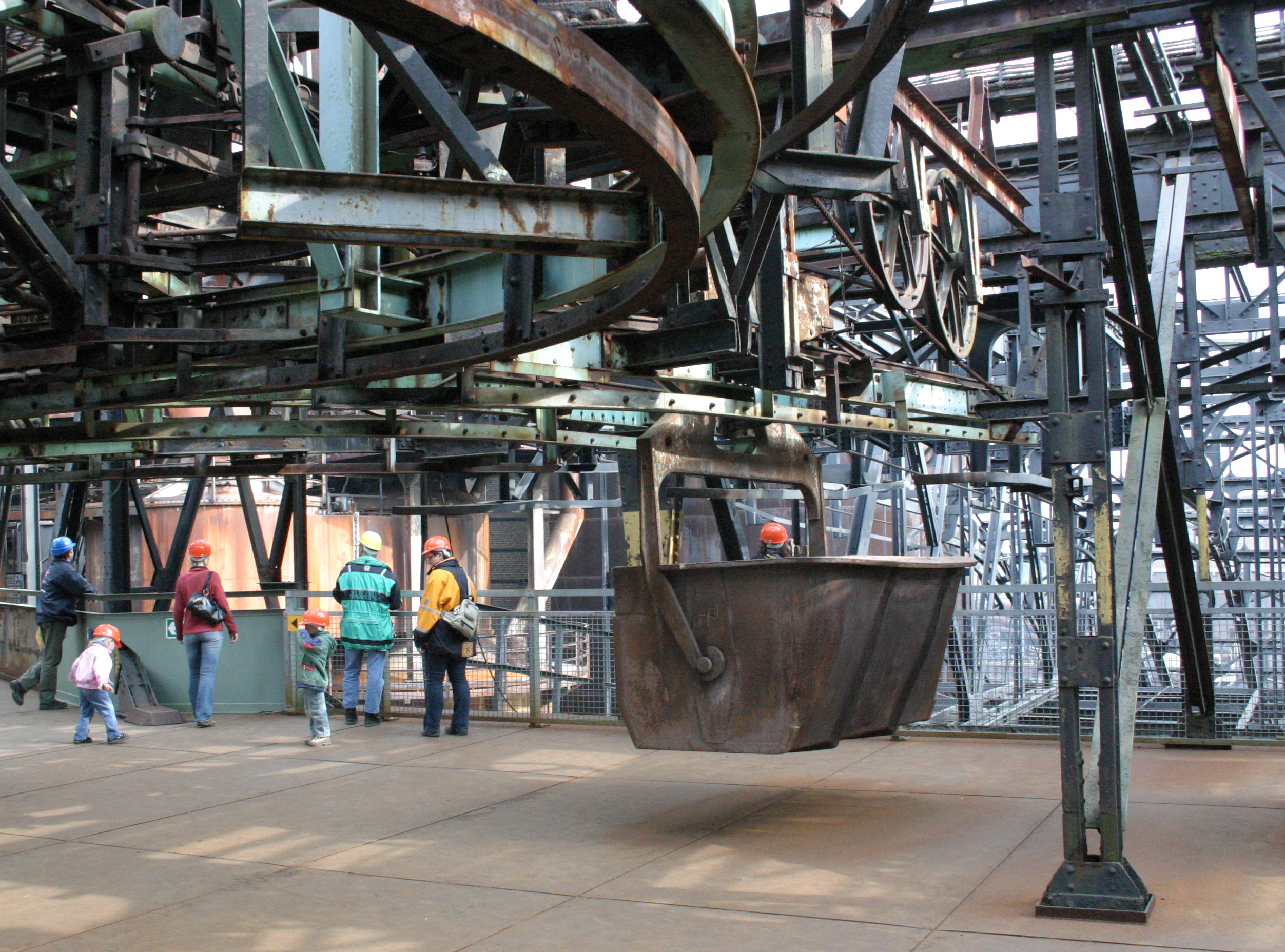
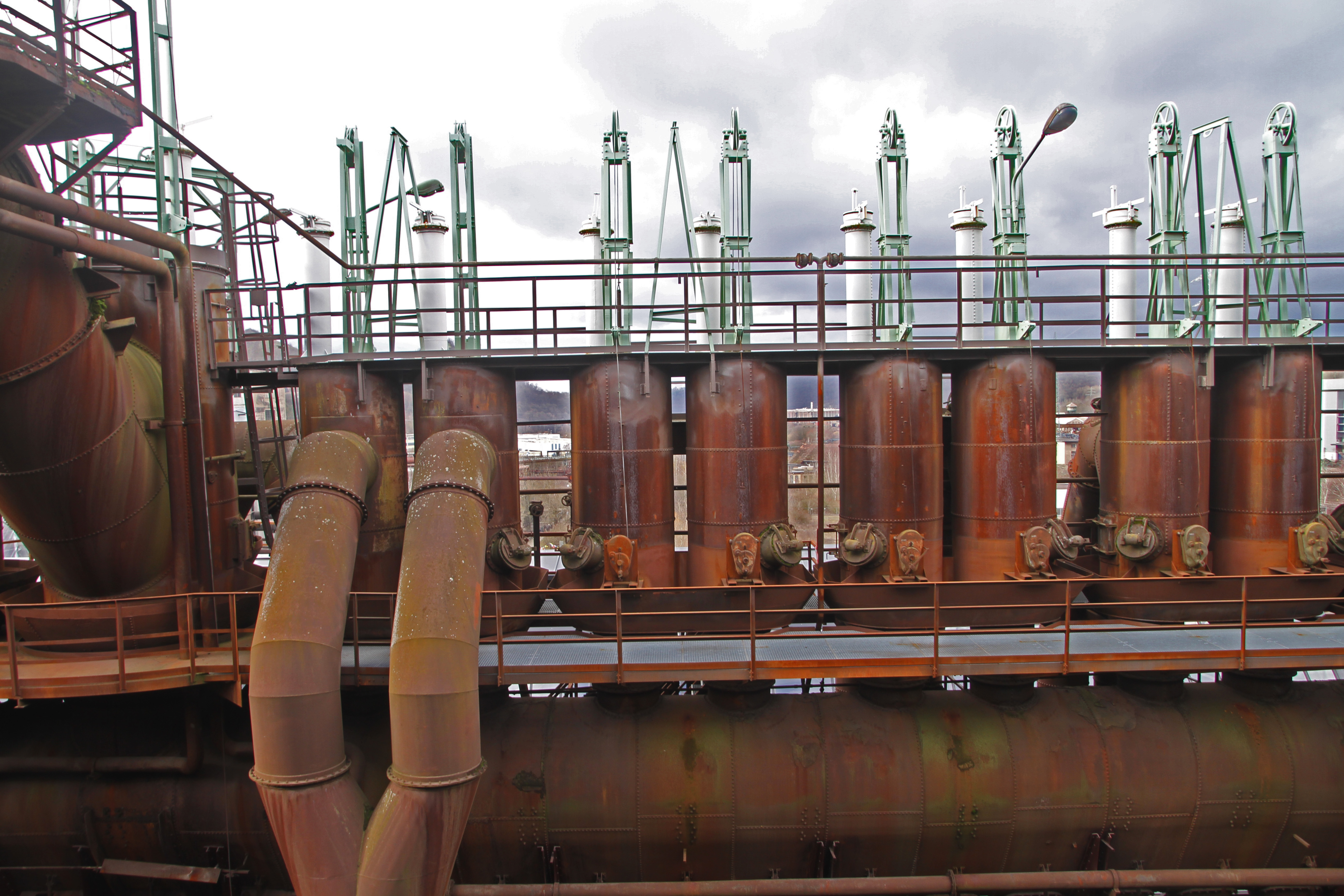
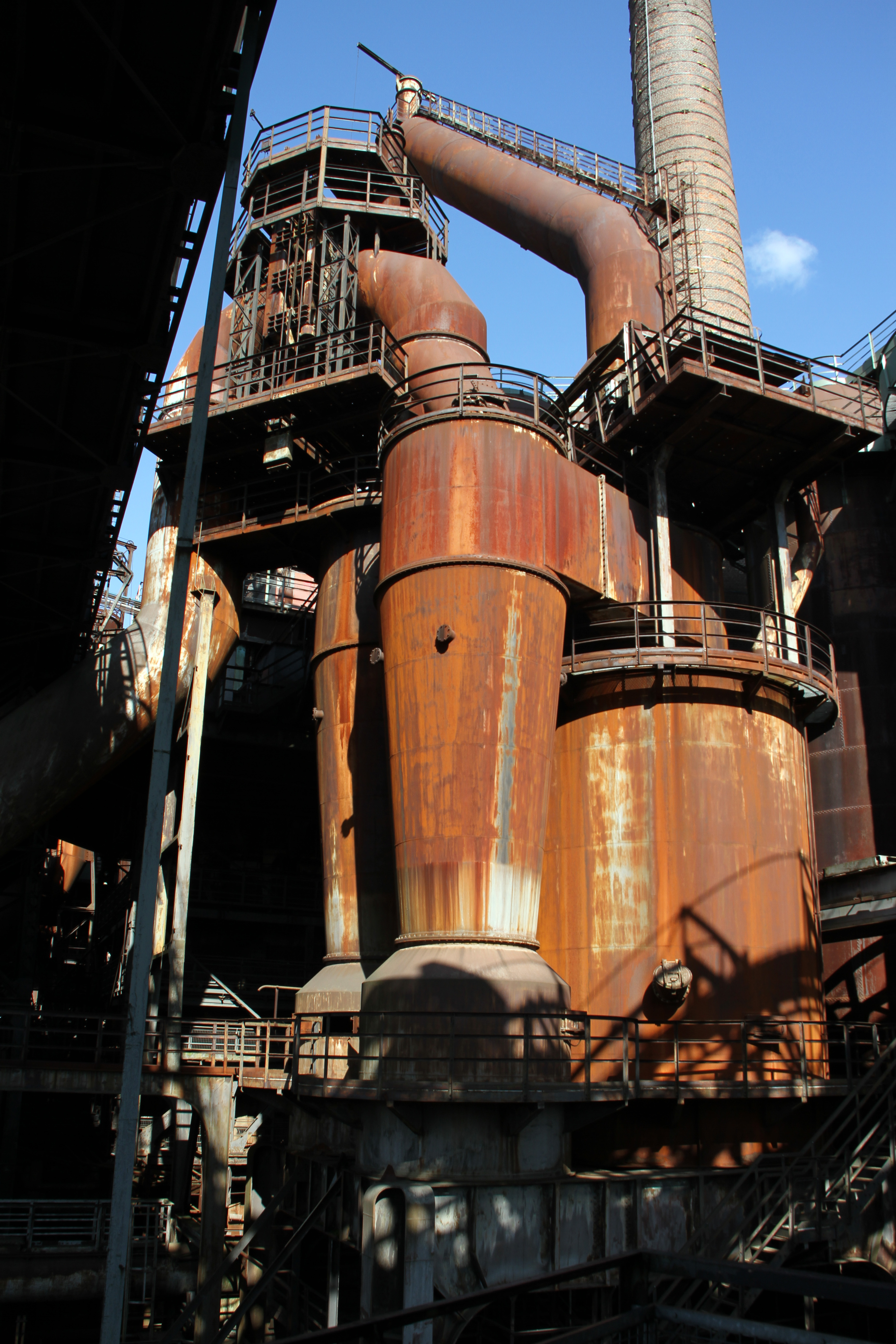
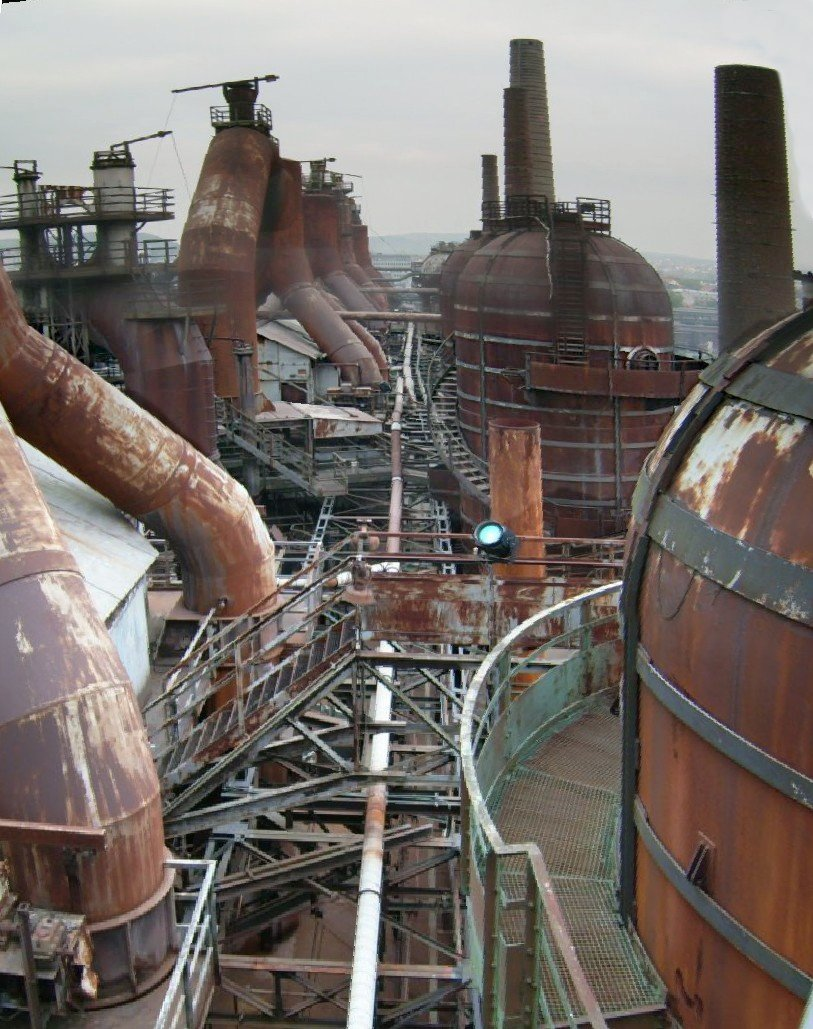
Wielkie piece
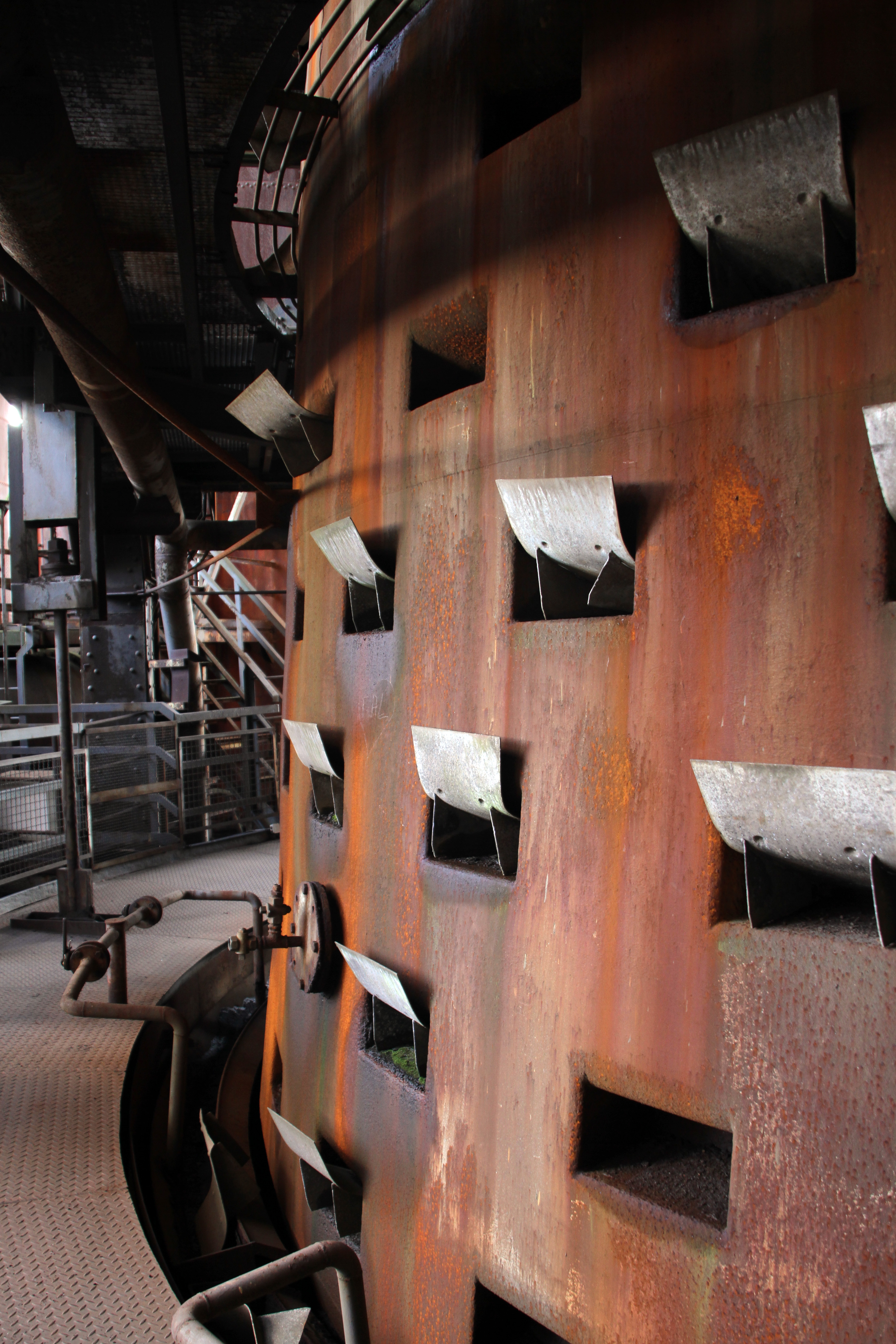